# I naufraghi del Chancellor
I naufraghi del Chancellor è un romanzo di Jules Verne pubblicato nel 1875. Il libro narra l'ultimo viaggio della nave britannica Chancellor vista con gli occhi di uno dei passeggeri in forma di diario. Il romanzo copre l'arco di tempo tra il 27 settembre 1769 e il 27 gennaio 1770. 

## Trama
All'inizio del viaggio il Chancellor trasporta 8 passeggeri e 20 membri dell'equipaggio. Salpato da Charleston, nella Carolina del Sud, e diretto a Liverpool con un carico di cotone americano, il vascello prende una rotta che preoccupa i passeggeri e solleva dubbi sulla sanità mentale del capitano. Un incendio scoppiato nel carico infuria per diversi giorni prima di essere spento da una tempesta. La nave si arena su un isolotto di basalto e il primo ufficiale, Robert Kurtis, che aveva preso il comando, effettua delle riparazioni nella speranza di rimettere a galla la nave e raggiungere la Guyana. Sfortunatamente, il Chancellor stava imbarcando acqua e la scialuppa era stata distrutta da una precedente tempesta. L'ex capitano, un passeggero e tre marinai fuggono a bordo di una baleniera, lasciando i loro compagni a costruire una zattera. Sono solo in diciotto quando abbandonano la nave. Cibo e acqua vengono severamente razionati e una tempesta fa altre vittime. Tre mesi dopo aver lasciato Charleston, i passeggeri della zattera alla deriva non hanno idea di dove siano e il cibo sta finendo. Uno dei sopravvissuti cattura alcuni pesci con l'unica esca disponibile: brandelli di carne umana, ma l'esperimento finisce lì e, quando uno dei sopravvissuti si suicida, alcuni dell'equipaggio si danno al cannibalismo. Molti dei naufraghi sprofondano nella follia e, disperati, gli altri devono rassegnarsi a tirare a sorte per decidere chi di loro sopravviverà. Proprio quando la vittima estratta a sorte sta per essere uccisa, un caso fortuito salva i naufraghi: le correnti hanno spinto la zattera vicino alla foce del Rio delle Amazzoni che, dissalando il mare, segnala che la terra è vicina, anche se non ancora visibile, e placa la sete dei disgraziati, che tentano di avvicinarsi alla riva dove vengono infine soccorsi. Alla fine solo 11 persone (5 passeggeri e 6 membri dell'equipaggio) sono rimaste in vita.

## Il romanzo
Il tema dei viaggi per mare (20000 leghe sotto i mari, La sfinge dei ghiacci) e quello del naufragio (L'isola misteriosa, I figli del Capitano Grant) sono tipici di Verne. Questo romanzo si ispira al naufragio della fragata Méduse e, quando Verne lo terminò, annunciò al suo editore: "Vi porterò dunque un volume di spaventoso realismo. [...] Non credo che la zattera della Medusa abbia prodotto qualcosa di così terribile". I toni e i contenuti in effetti sono in parte diversi da quelli delle sue opere più famose; mancano personaggi comici e momenti leggeri, mancano lunghe descrizioni didattiche su geografia e ambienti naturali; tecnologia e ingegno mancano di assistere efficacemente i personaggi che, loro malgrado, sono dispersi e in balia del mare; il linguaggio è asciutto, il tono drammatico; la fame e la sete comportano un progressivo e generale abbruttimento, fisico e morale, che colpisce anche il personaggio narrante (benché vi sia comunque una redenzione finale). Alcuni critici mettono in parallelo il naufragio del Chancellor con quello dell'utopia di Saint-Simon vedendo nel romanzo una metafora della sua epoca da parte di Verne.